# Judas José Romo y Gamboa
Judas José Romo y Gamboa, španski rimskokatoliški duhovnik, škof in kardinal, * 7. januar 1779, Cañizar, † 11. januar 1855.

## Življenjepis
20. januarja 1834 je bil imenovan za škofa Kanarskih otokov; 1. maja istega leta je prejel škofovsko posvečenje.
17. decembra 1847 je bil imenovan za nadškofa Seville.
30. septembra 1850 je bil povzdignjen v kardinala.